# Kunratice (district de Děčín)
Pour les articles homonymes, voir Kunratice.
Kunratice (en allemand : Kunnersdorf) est une commune du district de Děčín, dans la région d'Ústí nad Labem, en Tchéquie. Sa population s'élevait à 252 habitants en 2018.

## Géographie
Kunratice se trouve à 16 km au nord-est de Děčín, à 32 km au nord-est d'Ústí nad Labem et à 83 km au nord de Prague.
La commune est limitée par Jetřichovice au nord-ouest et au nord, par Chřibská au nord-est, par Česká Kamenice à l'est et au sud, et par Janská à l'ouest.

## Histoire
La première mention du village date de 1380.

## Administration
La commune se compose de trois quartiers :
- Kunratice
- Lipnice
- Studený

## Transports
Par la route, Kunratice se trouve  à 3 km de Česká Kamenice, à 18 km de Děčín, à 41 km d'Ústí nad Labem et à 115 km de Prague.